# Incubo ricorrente
Incubo ricorrente (The Abduction)  è un film per la televisione del 1996. Tra gli interpreti principali figurano Victoria Principal e Robert Hays. Il film è tratto da una storia vera, ed è anche conosciuto in Italia come Marito perfetto.

## Trama
Kate (Victoria Principal) è sposata con Paul (Robert Hays) uomo, a sua insuputa, psichicamente malato. Quando Paul comincia a diventare violento Kate ne chiede la separazione. Quando tutto sembra finire l'uomo torna all'attacco, cominciando dalle molestie fino al rapimento di Kate.